# Призрачный памятник
«Призрачный памятник» — вторая серия одиннадцатого сезона британского научно-фантастического сериала «Доктор Кто». Премьера серии состоялась 14 октября 2018 года на канале BBC One. Сценарий к эпизоду написал новый шоураннер сериала Крис Чибнелл, режиссёром стал Марк Тондерей.

## Сюжет
После ошибочного прибытия в глубокий космос, Тринадцатый Доктор и её друзья спасены Ангстремом и Эпзо, двумя пилотами-гуманоидами, участвующими в большой межгалактической гонке. Достигнув мертвой, но враждебной планеты Пустоши, немного удаленной от ее гравитационного поля, группа и пилоты встречаются с организатором гонки Илином, используя голограмму на большом расстоянии. Оба пилота узнают, что заключительное событие гонки включает достижение объекта, называемого Призрачным памятником, для извлечения до того, как планета завершит один оборот. Любопытный Доктор узнает из данных Ильина, что это ТАРДИС, застрявшая в середине фазы из-за нанесенного ей ущерба. Присоединяясь к пилотам в их гонке, Доктор обещает вернуть своих новых друзей домой, как только они достигнут финиша.
Группа и пилоты находят и ремонтируют лодку на солнечной энергии, используя её, чтобы добраться до руин бывшей цивилизации, которую теперь населяют снайперские роботы. Доктор использует остатки одного робота, чтобы временно отключить других с помощью электромагнитного импульса, обнаруживая серию туннелей, которые группа может использовать в качестве ярлыка к финишу. В это время Доктор узнает, что Ангстрем ищет денежный приз, чтобы спасти свою семью от этнической чистки Стенза, в то время как Эпзо заботится о себе из-за своего воспитания, чтобы не доверять другим. Раскрывая историю Отчаяния в туннелях, группа узнает, что жители погибли от создания оружия массового уничтожения для Стензы, а мертвые были очищены тканевыми существами, называемыми Остатками. Захваченный группой Остатков, будучи вынужденным оказаться в газовой зоне на поверхности, Доктор уничтожает их с помощью самозажигающейся сигары Эпзо, зажигающей газ.
Добравшись до места расположения памятника, Доктор убеждает пилотов заявить о совместной победе в голографической палатке Ильина. Илин неохотно соглашается на это, но отказывается телепортировать Доктора и её друзей с планеты вместе с пилотами. Доктор извиняется перед своими друзьями за то, что они бросили их на мель, но делает паузу, когда слышит, как появляется ТАРДИС, Она использует звуковую отвёртку, чтобы полностью материализовать ТАРДИС. После входа в свой корабль, она положительно отзывается о новом дизайне и предлагает своим друзьям отправиться домой, как она и обещала.

## Производство
О том, что Шон Дули появится в серии, было объявлено в июле 2018 года, а после трансляции премьерного эпизода, «Женщина, которая упала на Землю», было подтверждено, что Сьюзан Линч и Арт Малик будут среди ряда приглашённых актеров, которые появятся в сериале.
Съёмки начались в январе 2018 года в Южной Африке. По словам актёров, засуха означала, что они были ограничены двухминутными ливнями для съёмок, в то время как тёплая погода привела к тому, что звезда Тосин Коул получил тепловой удар. Однако не всё в эпизоде было снято в Южной Африке — некоторые внутренние сцены, в том числе с участием персонажа Арта Малика Илина, вместо этого снимались в студиях Roath Lock в Кардиффе.

## Трансляция и критика
| Совокупная оценка    | Совокупная оценка                                                        |
| Источник             | Оценка                                                                   |
| -------------------- | ------------------------------------------------------------------------ |
| Metacritic           | [ источник не указан 1574 дня ]                                          |
| Оценки критиков      |                                                                          |
| Источник             | Оценка                                                                   |
| The A.V. Club        | B-                                                                       |
| Entertainment Weekly | B+                                                                       |
| IndieWire            | A-                                                                       |
| IGN                  |                                                                          |
| New York Magazine    | 3 из 5 звёзд · 3 из 5 звёзд · 3 из 5 звёзд · 3 из 5 звёзд · 3 из 5 звёзд |
| Radio Times          | [ 7 ]                                                                    |
| Daily Mirror         | 4 из 5 звёзд · 4 из 5 звёзд · 4 из 5 звёзд · 4 из 5 звёзд · 4 из 5 звёзд |
| The Telegraph        |                                                                          |